# タミー・ワイネット
タミー・ワイネットまたはタミー・ウィネット（Tammy Wynette）ことヴァージニア・ワイネット・ピュウ（Virginia Wynette Pugh、1942年5月5日 – 1998年4月6日）は、アメリカ合衆国のカントリー・ミュージックのシンガーソングライター。カントリー界で最も名の知れた歌手の1人で、レコードの最大売上女性歌手として知られており、カントリー・ミュージックのアイコンともなっている。
ワイネットは「カントリー・ミュージックのファースト・レディ」と呼ばれ、ドリー・パートンの「9 to 5」に記録を破られるまで、彼女の最大ヒット曲「スタンド・バイ・ユア・マン」はカントリー史上女性歌手最大のヒット・シングルの1つであった。彼女のヒット曲の多くは孤独、離婚、男女関係の難しさなどをテーマにしたものである。1960年代後期から1970年代初頭、23曲が第1位を獲得した。1970年代、ロレッタ・リン、ドリー・パートンと共にカントリー・ミュージックでの女性の地位を確立した。
1969年、カントリー歌手ジョージ・ジョーンズと結婚し、1975年に離婚した。1968年に結婚したジョニー・キャッシュとジューン・カーター・キャッシュに続き、カントリー・カップルとして知られた。1970年代から1980年代初頭、ジョーンズとワイネットは数々のシングルおよびアルバムをヒットさせた。

## 初期

### 幼少期および10代
ミシシッピ州トレモント近郊で父ウイリアム・ホリス・ピュウ（1943年2月13日没）と母ミルドレッド・フェイ・ピュウ（旧姓ラッセル）（1922年-1991年）のもとに一人っ子として生まれ、ヴァージニア・ワイネット・ピュウと名付けられた。父親は農業従事者および地元ミュージシャンで、ワイネットが9歳の時に脳腫瘍でなくなった。母親は家での農業の他に臨時教師も務めていた。母親は夫亡き後、ワイネットを自身の両親のもとに預け、第二次世界大戦中、テネシー州メンフィスに転居して工場に勤務した。1946年、母親は農業従事者のフォイ・リーと再婚した。
ワイネットはトイレが屋外にあり、水道設備のない母方の祖父母宅で育った。当時5歳であったおばキャロライン・ラッセルと共に姉妹のように育った。幼少期、亡くなった父が遺した様々な楽器を独学で演奏するようになった。

### 歌手を目指す
ワイネットはトレモント高等学校に進学し、バスケットボール選手として活躍した。卒業1ヶ月前、18歳の誕生日の数か月前、ユープル・バードと結婚した。彼は建設作業員であったが、仕事を継続させることができずに転々と引っ越した。ワイネットはウエイトレス、受付、バーテンダー、靴工場従業員などで働いた。1963年、アラバマ州バーミングハムにあるアメリカン・ビューティ・カレッジに進学し、美容師になるために学んだ。歌手として成功後もいつでも戻れるように美容師の資格を更新し続けた。
最初の夫ユープルのもとを離れ、その後に3人目の娘を産んだ。この娘は脊髄膜炎を患っており、治療費を稼ぐために夜に歌うようになった。ユープルはカントリー歌手を志望する彼女を支援せず、ワイネットによると夫は「夢でも見てろ」と語った。数年後、彼女は歌っているところを写真に撮ってもらうために彼にコンサートに来てもらい、その写真には「夢でも見てろ」とサインした。1965年、アラバマ州ミッドフィールドで美容師をしていた頃、バーミングハムのWBRC-TV の『カントリー・ボーイ・エディ・ショウ』で歌い、これによりポーター・ワゴナーと共に演奏することになった。1966年、グウェン、ティナ、ジャッキーの娘3人を連れてバーミングハムからテネシー州ナッシュビルに転居し、レコード会社との契約を志した。数々のレコード会社に断られ続けた後、プロデューサーのビリー・シェリルのオーディションを受けることとなった。当初シェリルは彼女と契約することを躊躇していたが、『Apartment No. 9 』のためにどうしても歌手が必要だったために仕方なく契約した。シェリルはワイネットがこの曲を歌うのを聴いてとても感銘を受け、1966年、彼は彼女をエピック・レコードと契約させた。

## 経歴

### 1966年–1979年: ヒット
エピック・レコードと契約する際、シェリルは彼女により印象的な名前に変えるよう提案した。1979年の彼女の回顧録『Stand by Your Man』によると、その会議中ワイネットは長い金髪をポニーテイルにしており、シェリルは映画『Tammy and the Bachelor』でデビー・レイノルズ演じるタミーを思い出し、これにより芸名は「タミー・ワイネット」となった。
1966年12月、ボビー・オースティンおよびジョニー・ペイチェック作曲の1枚目のシングル『Apartment No. 9』が出版され、カントリー・チャートで第44位となり辛くもトップ40に入らなかった。2枚目のシングル『Your Good Girl's Gonna Go Bad』は大ヒットして第3位を獲得した。これ以降1970年代終盤まで、3曲以外全てが次々とトップ10にランクインした。『Your Good Girl's Gonna Go Bad』の成功以降、1967年夏のデイヴィッド・ヒューストンとのデュエット『My Elusive Dreams』が彼女にとって初の第1位となり、同年終盤の『I Don't Wanna Play House』でも第1位を獲得した。1967年、ワイネットは『I Don't Wanna Play House』でグラミー賞女性カントリー・ヴォーカル賞を獲得した。
1968年から1969年、ワイネットは「Take Me to Your World」、「D-I-V-O-R-C-E」、「スタンド・バイ・ユア・マン」（3曲とも1968年）、「Singing My Song」、「The Ways to Love a Man」（2曲とも1969年）の5曲で第1位を獲得した。『Stand by Your Man 』はシェリルとワイネットによりエピックのスタジオで15分で作曲されたとされ、アメリカで女性人権運動が始まった頃に出版された。この曲のメッセージは男性にどんな欠点があろうと女性はその男性のそばに留まるべきだというものであった。この曲は批判され議論を引き起こし、フェミニストの矢面に立った。にもかかわらずこの曲は大ヒットしてカントリー・チャートで第1位を獲得しただけでなく、1968年の『ビルボード』誌のポップ・チャートで第19位を獲得し、ワイネットにとってソロとして唯一トップ40にランクインした。1969年、ワイネットは『スタンド・バイ・ユア・マン』でグラミー賞女性カントリー・ヴォーカル賞を獲得し、批評家によるとこの曲はカントリーのクラシックおよびスタンダードとされている。アルバム『Tammy's Greatest Hits 』は50万枚以上を売り上げ、1970年、RIAAによりゴールド・レコードに認定された。1989年6月、このアルバムは100万枚以上を売り上げプラチナ・レコードに認定された。1970年、映画監督のボブ・ラフェルソンは映画『ファイブ・イージー・ピーセス』のサウンドトラックに彼女の多くの曲を使用した。

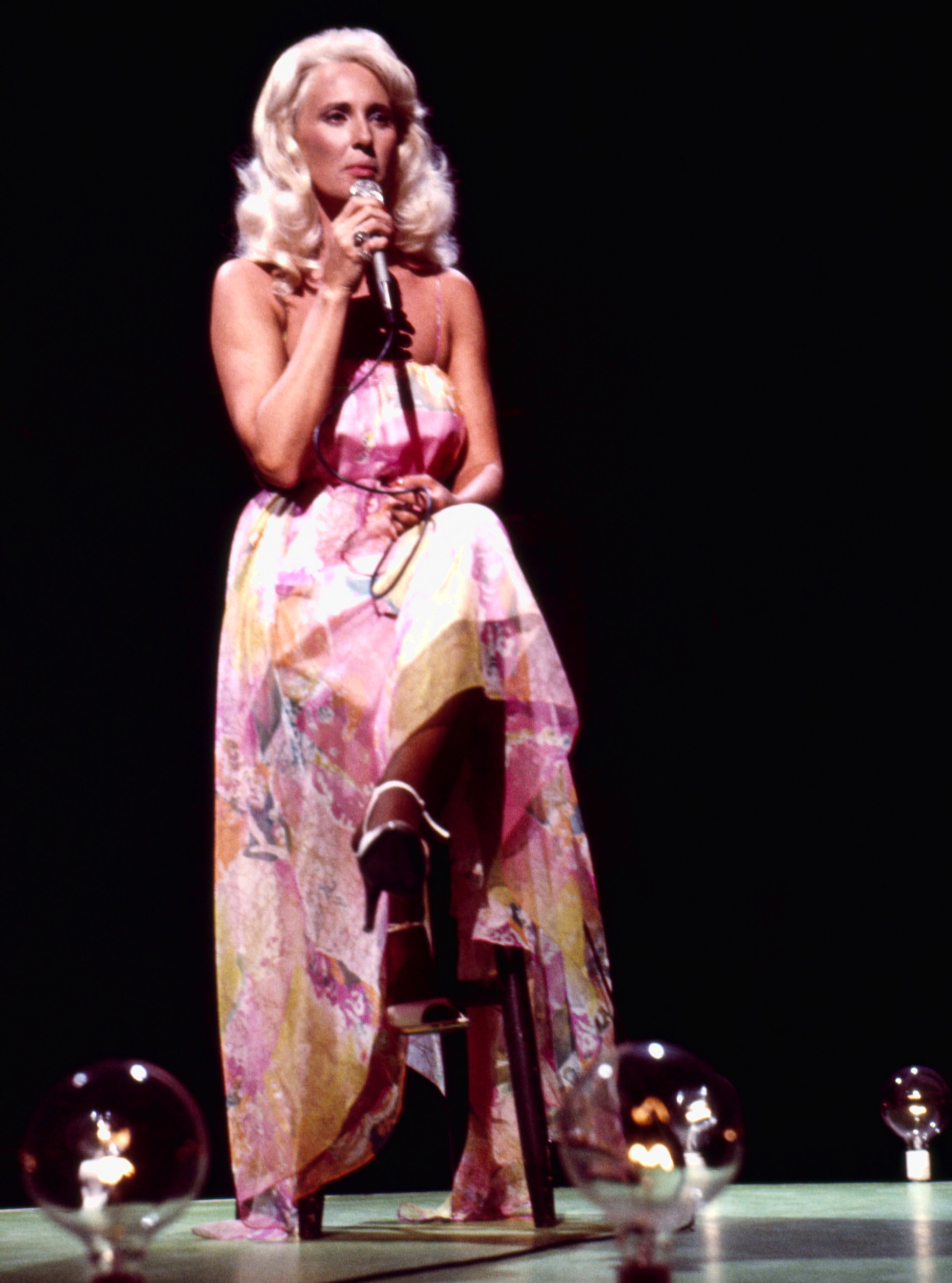
1977年、『ジョニー・キャッシュ・ショウ』

1970年代初頭、ワイネットは歌手ロレッタ・リンと共にカントリー・チャートにランクインし続け、カントリーにおいて最も成功した女性歌手の1人となった。1970年代初頭、『He Loves Me All the Way』、『Run Woman, Run』、『The Wonders You Perform』（3曲とも1970年）、『Good Lovin' (Makes it Right)』、『Bedtime Story』（2曲とも1971年）、『My Man (Understands)』、『'Til I Get it Right』（1972年）、『Kids Say the Darndest Things』（1973年）などで第1位を獲得した。1971年、『The Wonders You Perform』はOrnella Vanoniがイタリア語版『Domani è un altro giorno』（「明日がある」の意）でカバーしたおかげでイタリアでもヒットした。ソロとしてだけでなく、『The Ceremony』（1972年）、『We're Gonna Hold On』（1973年）、『Golden Ring』（1976年）などジョージ・ジョーンズとのデュエットもカントリー・チャートのトップ10にランクインした。1968年、ワイネットはCMAアワードの2人目の女性ヴォーカリスト賞受賞者となり、また1969年、1970年と続き3年連続の受賞となった。1984年から1987年にリーバ・マッキンタイアが4年連続受賞するまでこの記録は保持されていた。
1968年、2番目の夫ドン・チャペルと離婚し、1969年2月16日、ジョージア州リンゴールドにてジョージ・ジョーンズと結婚したが、6年後の1975年3月21日に離婚が成立した。ジョーンズのアルコール依存症が最大の原因とされる離婚後も1980年頃までプロの歌手としてのコラボレーションは続き、1995年、アルバム『One』で再び共演した。当初チャートではあまり成功しなかったが、好評を受けた。1970年、ジョーンズとワイネットは1人娘タマラ・ジョージェットをもうけた。ジョージェット・ジョーンズとしてコンサートで母のトリビュートをしばしば行ない、近年カントリー・アーティストとして成功をおさめている。
1976年、前年のジョーンズとの離婚が公表された後、ワイネットは『'Til I Can Make It on My Own』を収録し、カントリー・チャートで第1位、ポップ・チャートで第84位を獲得し、8年ぶりのポップ・チャートのランクインとなった。この曲は離婚後の彼女のキャリアに多少なりとも助けとなって人気が落ちることなく、彼女の代表曲の1つとされている。2年後、ケニー・ロジャースとドッティ・ウエストのデュエットでカバーされ、1979年のカントリー・チャートで第3位を獲得した。1976年、ワイネットは『You and Me』で再び第1位を獲得したが、これ以降ソロとして第1位を獲得することはなくなった。1977年初頭のジョーンズとの『Near You』がデュエットとしての最後の第1位となった。
1976年以降、ワイネットの人気に陰りが見え始めたが、後の10年間、『Let's Get Together (One Last Time)』、『One of a Kind』（ともに1977年）、『Womanhood』（1978年）、『No One Else in this World』、『They Call It Makin' Love』（ともに1979年）などがトップ10にランクインし続けた。全部で21曲がカントリー・チャートにランクインし、内訳は17曲がソロ、3曲がジョーンズとのデュエット、1曲がヒューストンとのデュエットであった。ロレッタ・リン、ドリー・パートン、バーバラ・マンドレル、ドッティ・ウエスト、リン・アンダーソンと共に、女性カントリー歌手としての地位の再確認する手助けとなった。

### 1980年–1990年: 1980年代のキャリア
1981年、自身の回顧録『Stand by Your Man』を基にして彼女の半生を描いた同名テレビ映画が放送された。女優アネット・オトゥールがワイネット役を演じた。1980年代初頭、チャートでの成功は下降し始めていたが、『Starting Over』、『He Was There (When I Needed You)』（ともに1980年）、エヴァリー・ブラザーズのヒット曲のカバー『クライング・イン・ザ・レイン』（1981年）、『Another Chance 』、『You Still Get to Me in My Dreams』（ともに1982年）、『A Good Night's Love』（1983年）などがトップ20にランクインし続けた。1985年、1970年代のダン・ヒルのヒット曲『Sometimes When We Touch 』をマーク・グレイと共にカバーし、第6位を獲得した。
1982年、ロイ・コニフ・シンガーズのデュエット・アルバム『The Nashville Connection』の収録曲に予定された「デルタの夜明け（Delta Dawn）」で共演したが、この曲は結局アルバムに収録されなかった。この頃彼女は胆管の炎症など健康面での問題を抱えていた。1986年、CBSの昼ドラ『Capitol』に出演し、美容師で歌手のDarlene Stankowskiを演じた。1988年、フロリダ州のショッピング・センター2店舗への投資の失敗により破産申請した。
1987年、アルバム『Higher Ground』はネオトラディショナル・カントリーのサウンドを特徴とし、批評的にも商業的にも成功をおさめた。このアルバムにはラリー・ギャトリン、ヴィンス・ギル、リッキー・ヴァン・シェルトン、ロドニー・クロウェル、リッキー・スキャグス、エミルー・ハリス、オケインズなどが参加した。このアルバムから『Your Love』、『Talkin' to Myself Again』がシングルカットされ、カントリー・チャートでトップ20にランクインし、1988年初頭、エミルー・ハリスとのデュエットで3枚目のシングル『Beneath a Painted Sky』は第25位となった。これがワイネットにとって最後のトップ40シングルとなった。

### 1990年–1998年: 後年
1990年、アルバム『Heart Over Mind』が出版されたが、ラジオでの人気も下降していった。このアルバムはカントリー・チャートでトップ40にランクインし、1990年および1991年にランディ・トラヴィスとのデュエット『We're Strangers Again』などいくつかのシングルが出版された。
1991年終盤、イギリスの電子音楽グループKLFと『Justified and Ancient (Stand by the JAMs)』を収録し、翌年18か国で第1位を獲得し、アメリカの『ビルボード』誌のホット100で第11位を獲得した。この曲によりワイネットは新たなファンを獲得し、『ビルボード』誌のポップ・チャートで彼女にとっての最高位となった。ミュージック・ビデオには「ミス・タミー・ワイネットはカントリー・ミュージックのファースト・レディ」という文だけでなく、音楽業界での彼女の多くの業績が表示される。ワイネットはこのビデオの中で王冠を被り、王座に座っている。なおこのビデオには時々日本語も表示される。
1992年、のちにファースト・レディとなるヒラリー・クリントンは『60 Minutes』のインタビューでワイネットの「スタンド・バイ・ユア・マン」にかけて「私はタミー・ワイネットのように男性のそばに大人しく立っていたり、クッキーを焼いたりする女性とは違う」と語った。しかしクッキーを焼くくだりはワイネットへの例えよりむしろクリントン自身が別の話で語った「家にいてクッキーを焼いたりお茶を飲んだりすることもできたけれども、夫が公職に就く以前に私は専門職に就く決心をしていた」ことから来ているとされる'。 いずれにせよこれが議論の火種となった。ワイネットはクリントンのこの言葉に対し「全て私に当てはまり、あなたの辛辣な意見に不快に思う。あなたは全てのカントリー・ファンや、ホワイト・ハウスに行けない家庭的な人々の気分を害した」と記した。クリントンは多大なる否定的反応に直面し、その後謝罪してワイネットに資金集めイベントでの演奏を依頼し、ワイネットはこれを引き受けた。
1993年、初めてドリー・パートンおよびロレッタ・リンと共にレコーディングを行ない、アルバム『Honky Tonk Angels』を出版した。シングルのヒットには繋がらなかったが、このアルバムはカントリー・チャートで上位に入り、ポップ・チャートでも第42位にランクインした。同年、このアルバムの収録曲でワンダ・ジャクソンの『Silver Threads and Golden Needles』のカバー曲がシングルカットされたがカントリー・チャートで惜しくもトップ40に届かなかった。翌1994年、ワイノナ・ジャッド、エルトン・ジョン、ライル・ラヴェット、アーロン・ネヴィル、スモーキー・ロビンソン、スティングなどカントリー、ポップ、ロックンロールのアーティストとのデュエットを収録した『Without Walls』を出版した。ワイノナ・ジャッドとのデュエット『Girl Thang』が第64位となったが、このアルバムからは他にいずれの曲もシングルカットされなかった。同年、ゲーム番組『ホイール・オブ・フォーチュン』にセレブリティ・ゲストとして出演した。
1990年代、自身のジュエリー・ラインをデザインおよび販売を開始した。1995年、ワイネットとジョーンズは15年ぶりのデュエット・アルバム『One』を出版し、同名シングルを輩出し、2人にとって初めてのミュージック・ビデオを製作した。1997年、ジョージア州カミングにあるラニアーランド・ミュージック・パークでの演奏が最後の共演となった。
1996年、ザ・ビーチ・ボーイズのアルバム『Stars and Stripes Vol. 1』のためにブライアン・ウィルソンと『In My Room』をデュエットでカバーしたが、『Vol. 2』に収録されることになったためにこのアルバムには収録されなかった。『Vol. 2』は出版されることはなかったが、テレビのドキュメンタリー番組『Beach Boys: Nashville Sounds』でこの演奏が放送された。1997年、ルー・リード作曲の『Perfect Day』に参加し、イギリスで第1位を獲得した。
『キング・オブ・ザ・ヒル』で主人公ハンク・ヒルの母親ティリー・ヒルの声をワイネットが亡くなるまで務め、ワイネット没後女優K・キャランが後を継いだ。
1996年12月1日放送のシットコム『Married... with Children』第11シーズンのエピソード『The Juggs Have Left The Building』に本人役で出演した。

## 私生活

### 結婚
ワイネットは5回結婚している。
- 1960年4月〜1966年、ユープル・バード、娘3人
- 1967年〜1968年（婚姻無効）、ドン・チャペル（本名ロイド・フランクリン・アンバーギー）
- 1969年2月16日〜1975年3月21日、ジョージ・ジョーンズ
- 1976年7月18日〜1976年9月（44日間）、マイケル・トムリン
- 1978年7月6日〜1998年4月6日（ワイネット没）、ジョージ・リッチー

シンガーソングライターのリッチーは1980年代にワイネットのマネージャーを務めていた。ワイネットは俳優のバート・レイノルズと交際したことがあり、ワイネットが突然亡くなるまで良い友人関係であった。

### 子供
1人目の夫バードとの間に3人子供がいる。1961年4月15日にグウェンドリン・リー（グウェン）、1962年8月2日にジャクリン・フェイ（ジャッキー）、1965年3月27日にティナ・デニスを出産した。20歳の時に長女と次女を出産した。ワイネットの『ニューヨーク・タイムズ』紙によるベストセラー自伝、『Stand By Your Man 』によると、ティナは予定より3ヶ月早く推定2パウンドで生まれ、3か月間保育器で育った。生後3ヶ月での退院時には5パウンドにも満たなかった。退院3週間後、同居していた親戚はティナを抱き上げようとすると苦しそうに叫ぶため、ティナの背中に問題があるのではないかと考えた。ティナは脊髄膜炎で余命が長くないと診断された。2週間半ティナは隔離室で過ごし、さらに7週間入院して回復した。ティナは医師や看護師から「奇跡の子」と呼ばれた。1975年、ワイネットとジョーンズはデュエット・アルバム『George and Tammy and Tina 』を製作し、ティナはジョーンズと『The Telephone Call 』、ワイネットと『No Charge 』で共演した。
1970年10月5日、ワイネットとジョーンズはタマラ・ジョージェット・ジョーンズをもうけ、ジョージェットはカントリー・アンド・ウエスタンの歌手としての才能もありながら17年間看護師を務めた。母ワイネットが美容師の資格を毎年更新していたのと同様にジョージェットも看護師の資格を毎年更新している。2010年、デビュー・アルバム『Slightly Used Woman 』の他、『Strong Enough To Cry 』でも成功をおさめ、2013年4月、ワイネット、シェリル、リッチーが作曲した『Til I Can Make It On My Own 』、ワイネット、シェリルが作曲したワイネットの代表曲『Stand By Your Man 』を含む、ワイネットへのトリビュート・アルバム『Til I Can Make It On My Own 』を出版した。
ジョーンズはワイネットと結婚直後、ワイネットの長女グウェン、次女ジャッキー、三女ティナを法的に養子とした

### 健康問題
1970年代初頭、ワイネットは多くの病に悩まされており、生涯で少なくとも26回手術を受けた。いかに病が重くとも、ワイネットは歌手活動およびプロモーション・ツアーを続けた。
1970年10月、ジョージェット出産後、ワイネットは虫垂切除術と子宮摘出術を受けた。子宮摘出術で癒着などの合併症が起こり、ケロイドとなった。胆管の慢性炎症が悪化し、1970年から1998年4月6日に亡くなるまで断続的に入院した。マイケル・トムリンとの短期間の婚姻中、胆嚢、腎臓、咽頭の手術のため結婚生活の半分を病院で過ごした。
1980年代、鎮痛剤の重度の依存症となり、人生最大の問題となった。1986年、薬物依存症治療のベティ・フォード・センターに入所した。治療期間中、CBCの『Capitol 』に出演し、美容師から歌手となるDarlene Stankowski 役を演じた。
1993年のクリスマス直後、ワイネットは激痛により夜中に目が覚めてテネシー州ナッシュビルのバプティスト病院に搬送され、胆管感染症で5日間昏睡状態であった。昏睡から覚めると、腸バイパス形成術をしなくてはならなかった。その後短期間でツアー公演を再開した。
1998年3月5日、病気のロレッタ・リンの代理で行なったコンサートが最後の公演となった。1998年3月9日、TNN の『Prime Time Country 』で『Stand By Your Man 』、『Take Me To Your World 』を演奏したのが最後のテレビ出演となった。1997年3月17日、初めてのトップ5『Your Good Girl's Gonna Go Bad 』、代表曲『Stand By Your Man 』、デビュー曲でクラシック・カントリーとされる『Apartment #9 』を演奏したのが最後の『グランド・オール・オープリー』出演となった。この時、ロリー・モーガンとジャン・ハワードも『オープリー』に出演してワイネットを助けた。モーガンにとってワイネットは子供の頃からのアイドルで、ハワードにとってワイネットは親友であった。

### 死
依存症による鎮痛剤の過剰摂取、入退院を繰り返して約15回の大手術を経験して数年に亘る闘病の後、1998年4月6日、55歳でワイネットは自宅のカウチで睡眠中に亡くなった。医師によるとワイネットは肺の血栓症により亡くなった。慢性の病に関わらず、亡くなる直前まで演奏を続け、さらなる演奏も予定されていた。
1998年4月9日にナッシュビルのライマン公会堂で行われたお別れ会には1,500人が訪れた。これ以前に近親者のみが出席してナッシュビルのウッドロウン記念墓地に埋葬された。作曲家のビル・マックは『ダラス・モーニング・ニュース』の中で彼女について「一流」で「かけがえのない」「安定した」歌手と表した。リアン・ウオマックはワイネットの曲には強さと情熱を感じ、ワイネットは歌詞を的確に表現しており、曲を聴くとそれがよくわかると語った他、ワイネットは夫ジョージ・リッチー、4人の娘、8人の孫のおかげでこれまで生きてこられたとも語った。
1999年4月、死因を再度解明するため遺体が掘り起こされた。娘3人は医師、夫でマネージャーのジョージ・リッチーをワイネットの不法死亡で訴えた。検視官はワイネットは不整脈で亡くなったと判断した。1999年5月、リッチーは事実無根であるとして反対訴訟の準備を始めたことから訴訟対象から外された。ワイネットの娘ジャッキー・デイリーは母の死についてリッチーに尋ねる前に『スター』誌にこの話を売った。リッチーはこれらの質問を個人的に聞かれたことはなく、娘たちは母の詳細について出版社に頼ったのであった。ワイネットはナッシュビルのウッドロウン記念墓地の霊廟に再度埋葬された。この墓地には他にウエブ・ピアス、ジェリー・リード、マーティ・ロビンズ、ボビー・ラッセル、ポーター・ワゴナー、レッド・フォーリー、エディ・アーノルドなどカントリー界の著名人が埋葬されており、2013年4月には元夫のジョージ・ジョーンズも埋葬された。
2012年3月、墓標が「タミー・ワイネット」から、ジョージ・リッチーと結婚後の最後の法的な名である「ヴァージニア・W・リチャードソン」に変更された。しかし2014年3月、再度「タミー・ワイネット」に戻された。

### 遺産
オールミュージックや『ローリング・ストーン』誌などの多数の音楽評論家からカントリー史上最大および最も影響力のある女性歌手の1人とされている。サラ・エヴァンズ、フェイス・ヒル、リアン・ウオマックなど多くの女性カントリー歌手がワイネットの影響を受けている。1998年、ワイネット没後、その功績を称えられカントリー・ミュージック殿堂入りした。同年、代表曲『Stand By Your Man 』を含むスペシャルCDコレクション『Tammy Wynette: Collector's Edition 』が出版されたがカントリー・チャートにおいて惜しくもトップ40に入らなかった。
『Stand By Your Man 』はリン・アンダーソン、ドッティ・ウエスト、ロレッタ・リン、エルトン・ジョン、ライル・ラヴェットなど女性アーティストだけでなく男性アーティストからもカバーされており、ミー・ファースト・アンド・ザ・ギミー・ギミーズなどのロック・バンドにもカバーされている。2005年、マルティナ・マクブライドはカントリーの定番曲を収録したアルバム『Timeless 』で1976年の『'Til I Can Make It on My Own 』をカバーした。1980年、映画『ブルース・ブラザース』でもこの曲はコメディ化してカバーされた。1997年、アメリカレコード協会は21世紀を代表する300曲から選ぶ「世紀の歌」の第48位に『Stand By Your Man 』を認定した。
2001年、ワイネットの人生を基にし、ワイネットやジョージ・ジョーンズの曲を使用したミュージカル『Stand By Your Man: The Tammy Wynette Story 』がライマン公会堂で開幕し、全米ツアー公演が行われた。
2002年、CMTは女性カントリー・アーティスト40名で第1位のパッツィー・クラインに続く第2位にワイネットを位置づけた。ちなみに第3位はロレッタ・リンであった。また2003年、CMTは男性カントリー・アーティスト40名にワイネットの元夫ジョージ・ジョーンズを第3位に位置づけた。2003年、カントリーの作曲家、プロデューサー、アーティストが選ぶカントリー100曲で『Stand By Your Man 』が第1位となり、CMTの特別番組でマルティナ・マクブライドがこの曲を歌った。
ワイネットの邸宅の近くにあるジャドソン・バプティスト教会はハンク・ウィリアムズ没後ワイネット邸となった邸宅と土地を100万ドル強で購入した。現在この邸宅はユース・センターおよびゲスト・ハウスとして使用されている。
2008年4月、ワイネット没後10周年を記念してソニーBMGよりCD『Stand By Your Man — The Best of Tammy Wynette 』が出版され、イギリスのアルバム・チャートで第23位となった。
2011年4月、アメリカ議会図書館はその年を代表する25曲にオリジナルの1968年の『Stand By Your Man 』を選んだ。
2010年、ドイツを拠点とするレコード会社ベア・ファミリー・レコードはジョージ・ジョーンズのボックス・セットを出版し、ワイネットとの初期のデュエットも収録された。

## ポピュラー・カルチャー
- カントリー歌手のケリー・ピックラーは3枚目のアルバム『100 Proof 』で『Where's Tammy Wynette 』を歌った。
- 1980年代のゲーム番組『Press Your Luck 』でワミーというキャラクターが出演者の賞金や賞品を取り上げており、女性のワミーは「タミー・ワミット」と呼ばれていた。男性ギター奏者が「紳士淑女のみなさん、タミー・ワミットです」と紹介し、アニメのタミー・ワミットは『It's good to have your money back again! 』を歌い、顔にパイを投げられていた。
- テレビ番組『Sordid Lives: The Series 』の2エピソードでタミー・ワイネットの死が取り上げられ、娘のジョージェット・ジョーンズがワイネットの幽霊を演じてブラザー・ボーイのもとに現れ、彼はドラァグクイーンとしてワイネットの遺志を引き継ぐようワイネットの幽霊に導かれる。
- ビデオ・ゲーム『グランド・セフト・オートV』でワイネットのシングル『D-I-V-O-R-C-E 』が使用されている。
- ミュージカル『スターライト・エクスプレス』で食堂車のダイナが『D-I-V-O-R-C-E 』を基にした『U.N.C.O.U.P.L.E.D. 』を歌う。

## 関連事項
- アカデミー・オブ・カントリー・ミュージック
- カントリー・ミュージック協会
- カントリー・ミュージック殿堂博物館
- カントリー・ミュージック・アーティスト一覧